# Corvin Tondera-Klein

Corvin Tondera-Klein im mobilen Studio, 3. April 2024

Corvin Tondera-Klein (* 1984 in Heilbronn) ist ein deutscher Hörfunkmoderator, Reporter, Redakteur und Schauspieler.

## Leben
Tondera-Klein wuchs in Lauffen am Neckar auf. In jungen Jahren wirkte er als Schauspieler und als Licht- und Tontechniker im Kulturkeller Heilbronn. Nach seinem Abitur am Lauffener Hölderlin-Gymnasium studierte er Kulturmanagement an der Reinhold-Würth-Hochschule Künzelsau (Fachhochschule Heilbronn). Ab 2008 schloss er sich der freien Künstlergruppe Theaterfreispiel an. 2010 gründete er den Kleinkunstverein "Kulturmanufaktur im Vogtshof Lauffen e.V.", dessen Vorstandsvorsitzender er heute noch ist. In der Kulturmanufaktur plant er Konzerte, Kabarett-Veranstaltungen, Open Stages, die er auch moderiert. Außerdem wirkte er in zahlreichen Produktionen in der Kulturmanufaktur und im Kaffeehaus Hagen als Schauspieler mit.
Tondera-Klein begann ein Volontariat bei Radio Ton in Heilbronn; anschließend arbeitete er dort bis 2008. Danach wechselte er als Nachrichtenredakteur zu Dasding. Seit 2014 ist Tondera-Klein als Reporter und Redakteur tätig; seit 2018 als Moderator bei SWR1 Baden-Württemberg. Regelmäßig zu hören ist er samstagabends ab 20 Uhr in der Sendung SWR1 Disco, die er maßgeblich redaktionell betreut. Tondera-Klein ist auch Moderator und DJ bei der Veranstaltungsreihe SWR1 Disco. Außerdem moderiert er die anderen Musik-Spezialsendungen: Musik Klub Deutschland, Musik Klub Rock, Musik Klub Country.
Tondera-Klein ist vielen Hörerinnen und Hörern durch seine Reporteraktionen rund um die SWR1 Hitparade ein Begriff.  Zudem moderiert er seit 2021 die SWR1 Hitparade gemeinsam mit Stefanie Anhalt aus einem mobilen Studio mit wechselnden Standorten in Baden-Württemberg.
Corvin Tondera-Klein lebt mit seiner Familie in der Nähe von Bietigheim-Bissingen.